# Слух (информация)

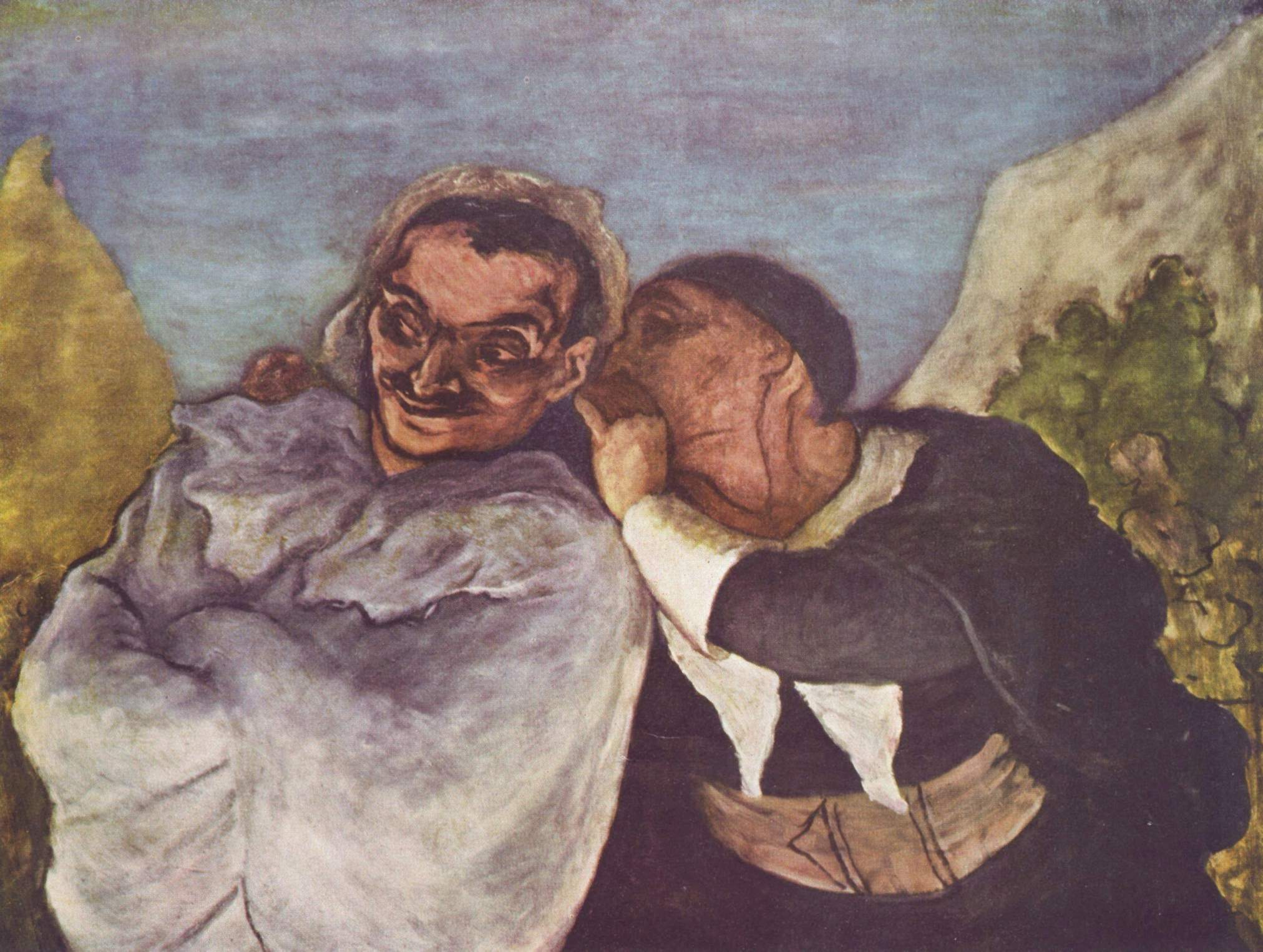
Оноре Домье «Криспин и Скапин».

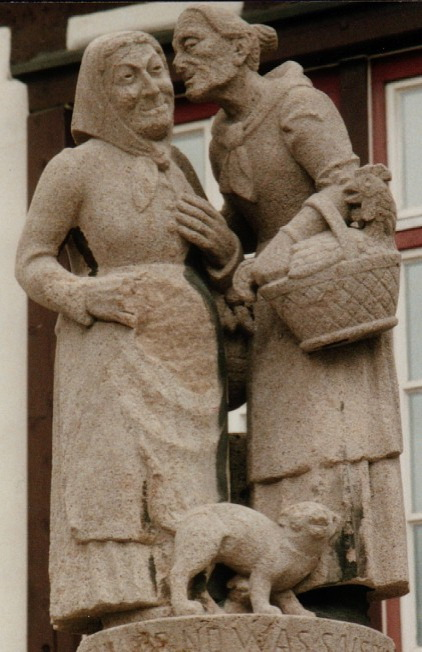
Статуя Сплетни в немецком городе Зиндельфинген.

Слух — неподтверждённая информация, источник которой неизвестен, но при этом актуальная и достаточно интересная, чтобы быть активно распространяемой.
Слух — это информация, которой не стоит доверять полностью и которую необходимо перепроверять.
Классически слухи передаются устным путём в виде сплетен. С удешевлением почты и появлением телеграфа, телефона и средств массовой информации темп и масштабы распространения слухов значительно увеличились. С появлением интернета для распространения слухов используют также электронную почту и блоги.
Скандальная или скрываемая по тем или иным причинам информация часто распространяется в виде слухов, так как её сложно (или невозможно) подтвердить, а автор желает остаться неизвестным.
Люди, распространяя слух, осознанно или нет стремятся таким образом повысить свой авторитет и общественный статус. Если слухи со временем подтверждаются, то распространявший их человек невольно приобретает репутацию умного и дальновидного человека, способного предугадывать события, и тем самым получает определённое уважение со стороны собеседника.
Также многие люди склонны с доверием относиться к слухам, и от уважаемого ими собеседника могут принять на веру даже очень сомнительную информацию.
Иногда темпы и масштабы распространения слухов оказываются неожиданно большими. В таких случаях в шутку говорят, что слухи распространяются быстрее скорости звука или даже скорости света — теоретического предела скорости вообще.
Намеренное распространение и поддержание слухов широко используется в политике и маркетинге как очень мощный инструмент влияния на мнение людей.
За распространение слухов, которые вызывают панику в военное время могут следовать санкции вплоть до расстрела.

## Механизм превращения слуха в факт
Исследователи Школы менеджмента Келлогга и Стэнфордского университета Дерек Рукер и Дэвид Дюбуа, проведя четыре независимых эксперимента, выяснили, что основная причина превращения вымысла в факт заключается в том, что передаётся содержание сообщения/убеждения, но не передаётся чувство уверенности или неуверенности говорящего относительно этого сообщения/убеждения. Например, при передаче сообщения о том, что некий торговец продает несвежий товар, в цепочке из трех покупателей происходит следующее:
Первый говорит второму, что он слышал, что некий торговец продает несвежий товар и несколько человек отравилось, но он не уверен, насколько можно этому верить. Но при передаче этого сообщения от второго человека к третьему, скорее всего, основное сообщение (продажа несвежего товара) будет сохранено, а сомнение в достоверности будет утрачено.

## В культуре
- В. С. Высоцкий — «Песенка о слухах»[2].